# جامع الأشاعرة
جامع الأشاعرة في مدينة زبيد يقع بالقرب من سوق زبيد، ويرجع تأسيسه إلى الصحابي الجليل أبو موسى الأشعري في سنة (8 هـ/629م) وبذلك يعد هذا الجامع من المساجد الأولى التي تحضى بمكانتها الروحية والتاريخية، ثم قام بتوسيعه الحسين بن سلامة وتعهده سلاطين بني رسول بالعناية والتجديد، غير أن أهم الإضافات التي تمت فيه كانت في عهد بني طاهر على يد الملك المنصور عبد الوهاب بن داود سنة (891 هـ/1486م)، وظل الجامع على وضعه الحالي حتى اليوم، وقد أشار إلى ذلك المؤرخ الكبير ابن الديبع في كتابه بغية المستفيد في اخبار مدينة زبيد.
أما اليوم فالجامع يشغل مساحة مستطيلة أبعادها (50.35×50.24 م) وتحتوي على صحن مكشوف مقاساته (11×5م) وتحيط به أربعة أروقة أعمقها رواق القبلة، يمكن الدخول إليه عبر البوابة الرئيسية الواقعة في الجهة الجنوبية أو من خلال الأبواب الأخرى الموزعة على جدران الجامع والتي تفتح مباشرة على رواق القبلة، والجدير بالذكر أن المحراب لا يتوسط جدار القبلة، ويعزى السبب في ذلك إلى الزيادات المتكررة على الجامع، كما وضع منبر خشبي داخل الجدار إلى الشرق من المحراب، وهو منبر يرجع تاريخه إلى عام (949 هـ/1542م) وينسب إلى الوالي العثماني مصطفى باشا النشار وهو ابن عم السلطان سليمان القانوني وزوج أخته وكان حاكما لمصر مرتين توفي بالقاهرة وما زالت تربته قائمة الشعائر وهي بيد ذريته. ويغطي المسجد سقف خشبي مسطح وضع أسفله أزار خشبي لم يبق منه إلا النزر اليسير. أما مئذنة الجامع فتقع في الرواق الجنوبي، وترتكز على قاعدة مربعة يعلوها بدن مثمن تزينه أشكال معينات متكونة من تقاطع الخطوط، ويغطي المئذنة من أعلى قبة مقرنصة وهي بذلك تشبه طراز المآذن المنتشرة في زبيد ولا سيما مئذنة الجامع الكبير. يلحق بالجامع عدد كبير من المنشآت من أهمها مدرسة الأشاعر في الجهة الغربية وكذلك مكتبتان كانتا تظم نوادر المخطوطات وكذلك مقصورة للنساء، كما احتوى الجامع على كرسي من خشب كان مخصصا لقراءة الحديث النبوي الشريف وما زال موجودا في رواق القبلة إلى اليوم منذ تاريخ صنعه في عام (927 هـ/1520م). لقد كان جامع الأشاعر جامعة إسلامية كغيره من الجوامع والمدارس التي عمرت عبر التاريخ، فضلا عن الأربطة والمقاصير التي أنشئت لطلاب العلم الغرباء من جميع أنحاء اليمن والعالم الإسلامي، وأصبح كعبة للزهاد والعباد والصالحين الذين أموه لما له من قدسية وروحانية.